# كارولينا سيمينيوك أولتشاوا
كارولينا سيمينيوك أولتشاوا (بالبولندية: Karolina Semeniuk-Olchawa) مواليد 24 أكتوبر 1983 في بولندا، هي لاعبة كرة يد بولندية. مثلت منتخب بولندا لكرة اليد للسيدات.

## سجل المنافسة
شاركت في البطولات التالية:
- بطولة العالم لكرة اليد للسيدات 2013